# Johann Wilhelm Hittorf

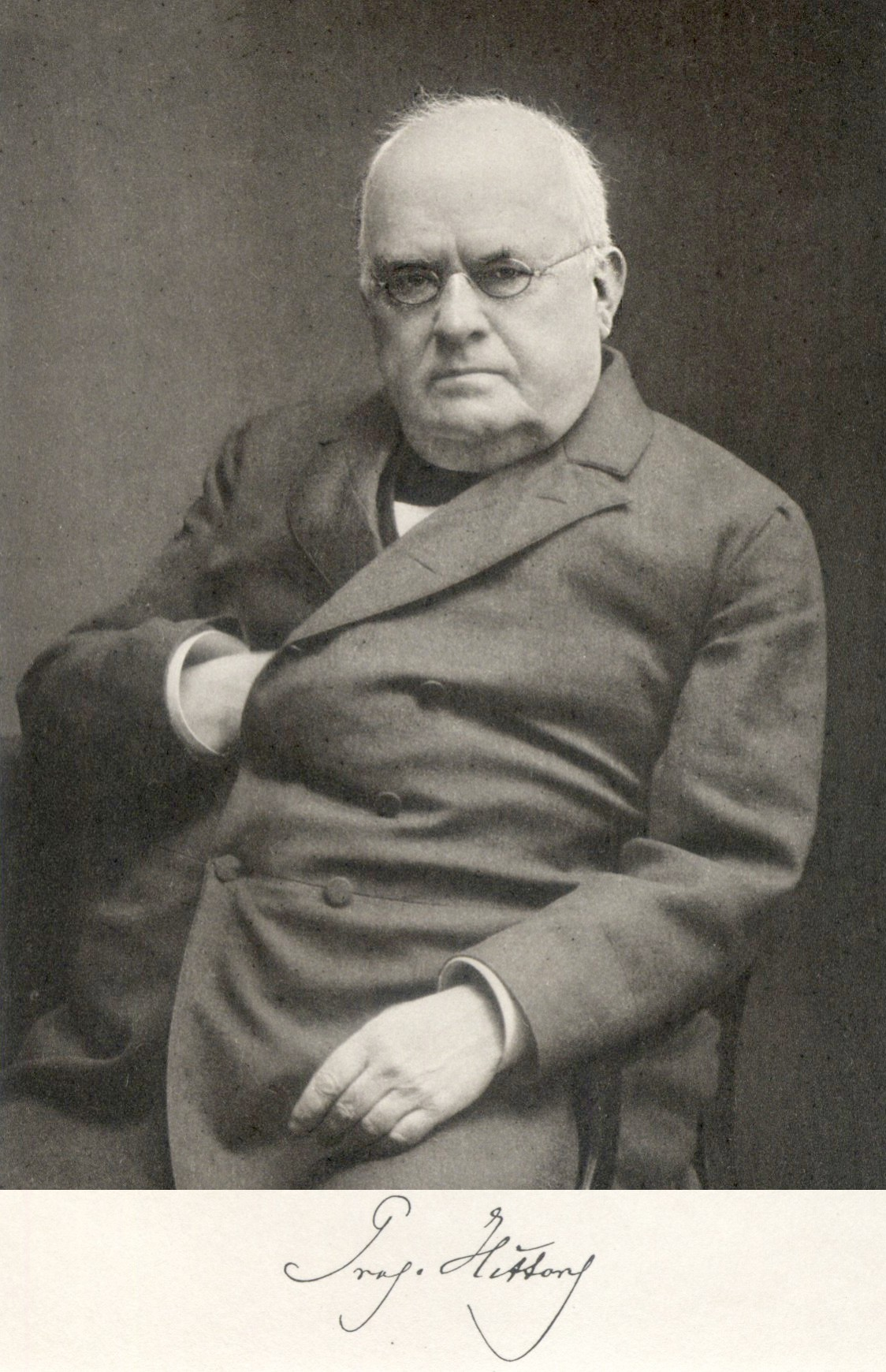
Johann Wilhelm Hittorf.

Johann Wilhelm Hittorf, född 27 mars 1824 i Bonn, död 28 november 1914 i Münster, var en tysk fysiker och kemist.
Hittorf var från 1852 verksam som professor i kemi och fysik vid universitetet i Münster. Hans främsta arbete berör det sätt, på vilket elektriciteten leds genom elektrolyter, om vilkas positiva och negativa beståndsdelar han visade, att de i olika grad bidrar till elektricitetens transport (1851–59). Han påvisade vidare (tillsammans med Julius Plücker 1864) den märkliga företeelsen, att gaser vid inverkan av elektriska urladdningar kan ge olika spektra (bandspektra vid lägre, linjespektra vid högre temperaturer). 
Ett antal mycket viktiga uppsatser av Hittorf behandlar elektricitetens gång genom förtunnade gaser, vilken han noga beskrev redan 1869, varför också gasurladdningsrör efter honom kallats Hittorfska rör. Han utförde vidare arbeten angående så kallade allotropiska modifikationers (av samma ämne) övergång i varandra, varvid han särskilt undersökte de olika sorterna av selen och fosfor. Av fosfor upptäckte han en ny svart metallglänsande och kristallinisk modifikation. Slutligen kan nämnas Hittorfs undersökning av passivitetsfenomenet hos krom (1899). År 1903 tilldelades han Hughesmedaljen.
Hans arbeten angående ledning av elektricitet genom vätskor ledde honom att uttala satsen "elektrolyter är salter", vars konsekvenser stod i strid mot samtida kemisters och fysikers åsikter samt därför föga beaktades, men senare vann hans arbeten erkännande genom den fysikaliska kemins utveckling. Även på andra områden, såsom i studiet av katodstrålarna, var han en isolerad föregångsman inom forskningen. År 1914 blev han hedersborgare i Münster och samma år verkligt geheimeråd (med rätt att tituleras excellens).